# Akom (Mvengue)
Pour les articles homonymes, voir Akom.
Akom est un village du Cameroun situé dans la région du Sud et le département de l'Océan, sur la route rurale qui relie Mvengue à Awanda. Il fait partie de la commune de Mvengue.

## Population
En 1967, la population était de 395 habitants, principalement des Ewondo. Lors du recensement de 2005, on y dénombrait 720 personnes.

## Infrastructures
La localité dispose d'un marché périodique, d'un centre de santé, d'une école publique, d'un poste agricole.